# Маче
Маче (хорв. Mače) — община с центром в одноимённом посёлке на севере Хорватии, в Крапинско-Загорской жупании. Население 696 человек в самом посёлке и 2534 человек во всей общине (2011). Подавляющее большинство населения — хорваты (99,37 %). В состав общины кроме административного центра входят ещё 8 деревень.
Посёлок расположен в Хорватском Загорье в 2 км к западу от города Златар. Через посёлок проходит несколько местных автомобильных дорог. Рядом с посёлком расположен курорт Сутинске-Топлице (Sutinske Toplice) на источниках термальных вод.
Впервые упоминается в письменных источниках в 1444 году. Приходская церковь Пресвятой Девы Марии построена в XVI веке, неоднократно перестраивалась и расширялась.